# Южношварцвальдский диалект
Южношварцвальдский диалект (нем. Südschwarzwälderisch) — диалект немецкого языка, распространённый в горном районе Шварцвальда (Южный Шварцвальд) недалеко от города Фрайбург в Брайсгау (Баден-Вюртемберг). Принадлежит к южнобаденской группе верхнеалеманнского диалекта наряду с южнофрайбургским (баденским) и маркгрефлерландским диалектами.